# Goieşti
Goieşti es una comuna ubicada en el distrito de Dolj, Rumania.

## Superficie
Posee una superficie de 78,49 kilómetros cuadrados.

## Demografía
Hasta 2021 la población era de 3138 habitantes, con una densidad de población de 39,98 habitantes por kilómetro cuadrado.